# ناحیه باکهوس، میشیگان
ناحیه باکهوس (به انگلیسی: Backus Township) یک منطقهٔ مسکونی در ایالات متحده آمریکا است که در شهرستان راسکومون، میشیگان واقع شده‌است.
 ناحیه باکهوس  ۳۳۰ نفر جمعیت دارد و ۳۵۶ متر بالاتر از سطح دریا واقع شده‌است.